# Überwasser (Kastelruth)
Überwasser (ladinisch Sureghes, italienisch Oltretorrente) ist neben Pufels und Runggaditsch eine der drei Grödner Fraktionen der Marktgemeinde Kastelruth in Südtirol (Italien). Die Ortschaft befindet sich auf der orographisch linken Seite des Grödner Bachs in unmittelbarer Nachbarschaft zur gegenüberliegenden Gemeinde St. Ulrich, zu der Überwasser kirchlich gehört. Die Postleitzahl von St. Ulrich (39046) wird für die Postzustellung akzeptiert, die amtlich korrekte Postleitzahl ist jene von Kastelruth (39040). Die Bevölkerung von Überwasser ist mehrheitlich ladinischsprachig, weshalb der Ort zu Ladinien gerechnet wird. Überwasser hat rund 500 Einwohner. Die Kinder von Überwasser besuchen die Schulen von St. Ulrich. Es gab in der Vergangenheit mehrfach politische Initiativen, um die Fraktion Überwasser der Gemeinde St. Ulrich anzugliedern, die allerdings scheiterten.

Überwasser, Vidalongstraße um 1920
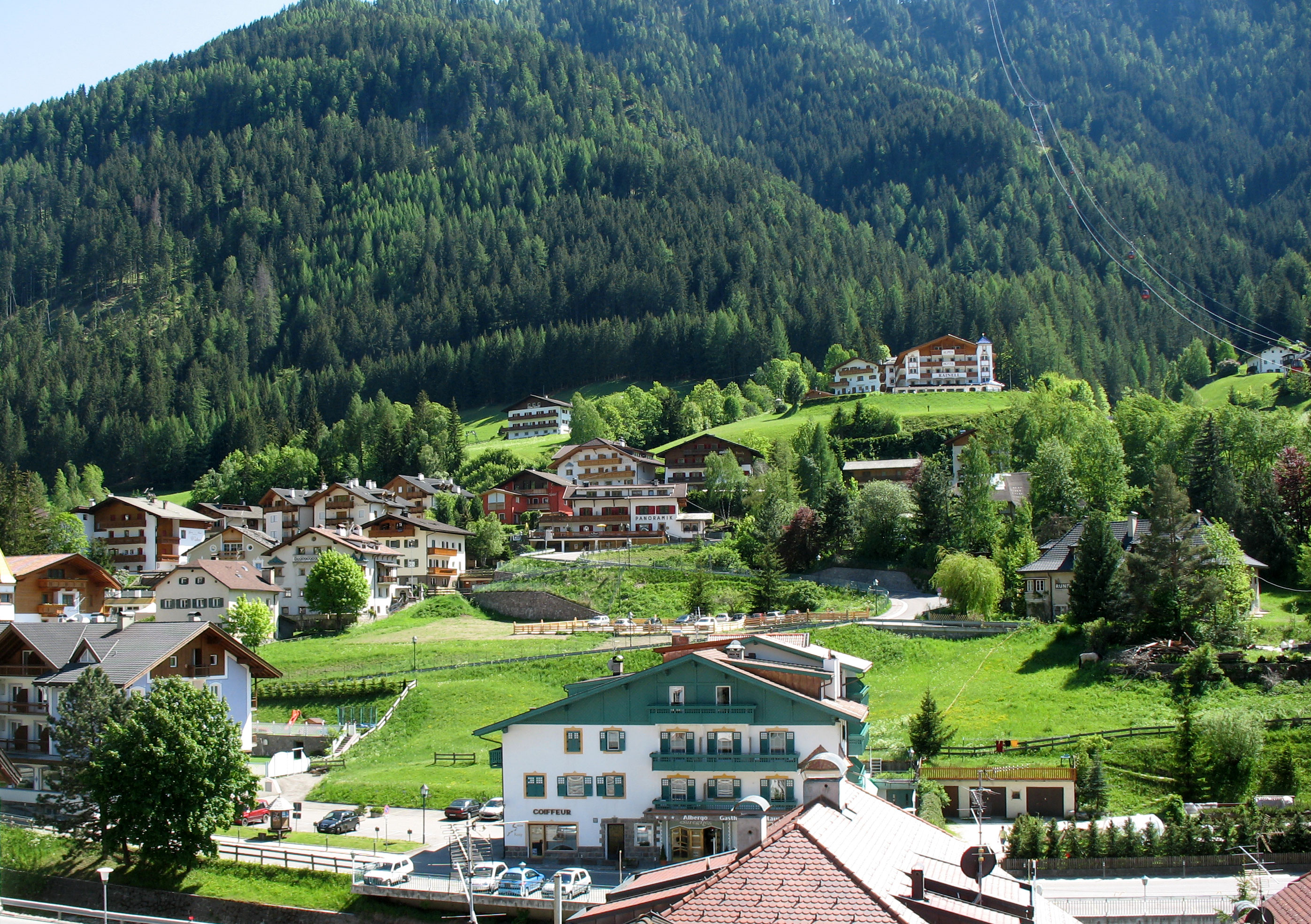
Überwasser am 19. Mai 2007
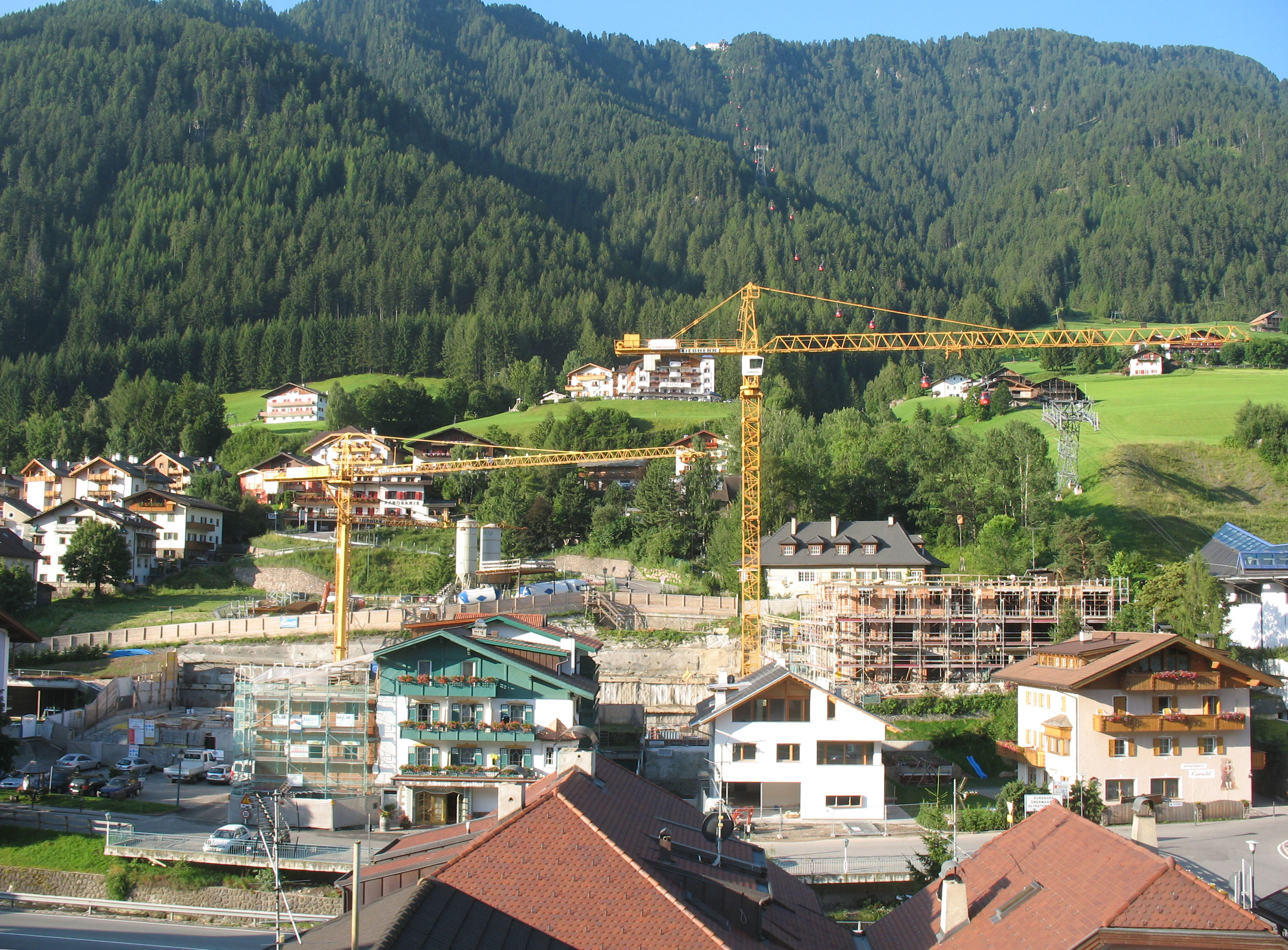
Überwasser am 1. August 2008